# HD 108147 b
HD 108147 b é um planeta extrassolar orbitando a estrela HD 108147, localizada na constelação de Crux a aproximadamente 124 anos-luz (38,1 parsecs) da Terra. Foi descoberto pelo método da velocidade radial com base em dados do espectrógrafo CORALIE, localizado no Observatório La Silla, Chile. Esse método consiste em detectar pequenas variações na velocidade radial da estrela, causadas pela gravidade do planeta. A descoberta foi primeiramente anunciada em 15 de abril de 2000 e publicada no jornal Astronomy and Astrophysics em 2002, junto com a descoberta do planeta HD 168746 b. Era um dos planeta menos massivos conhecidos na época.
HD 108147 b tem uma massa mínima de 0,261 vezes a massa de Júpiter. Como sua inclinação é desconhecida, a massa verdadeira não pode ser determinada. O planeta orbita a estrela numa órbita curta e altamente excêntrica, a uma distância média de 0,102 UA (10% da distância da Terra ao Sol), completando uma revolução em cerca de 11 dias.